# راؤول فيرو
راؤول فيرو (بالإسبانية: Raúl Ferro)‏ هو لاعب كرة قدم أوروغواياني، ولد في 13 يناير 1983 في مونتفيدو في الأوروغواي. لعب مع أتليتيكو رافائيلا وتيبورونيس روخوس دي فيراكروز ونادي ليفربول وناسيونال مونتيفيديو.

## وصلات خارجية
- راؤول فيرو على موقع إي إس بي إن إف سي (الإنجليزية)
- راؤول فيرو على موقع قاعدة بيانات كرة القدم.إي يو (الإنجليزية)
- راؤول فيرو على موقع Soccerway.com (الإنجليزية)